# Молуккская питта
Молуккская питта (лат. Pitta moluccensis) — птица из рода питт семейства питтовых.

## Внешний вид
Длина тела достигает 18 сантиметров. Брюхо окрашено в оранжевый цвет, голова коричневая с более тёмными полосами на уровне глаз. Сзади окраска зелёная с голубыми предплечьями и чёрно-белыми крыльями. Клюв чёрный, глаза карие, а ноги бледно-розовые. Имеет короткий хвост. У молодых и взрослых особей похожий узор на оперении, но более тусклый по окрасу.

## Распространение
Встречается в Южной и Юго-Восточной Азии (Бруней, Вьетнам, Гонконг, Индия, Индонезия, Камбоджа, Китай, Лаос, Малайзия, Мьянма, Сингапур, Таиланд), а также в Австралии.
Естественные места обитания включают в себя тропические и субтропические влажные низменные леса. Гнёзда строятся на земле из стеблей, мха и листьев. Инкубационный период для яиц составляет 14 дней.

## Фото

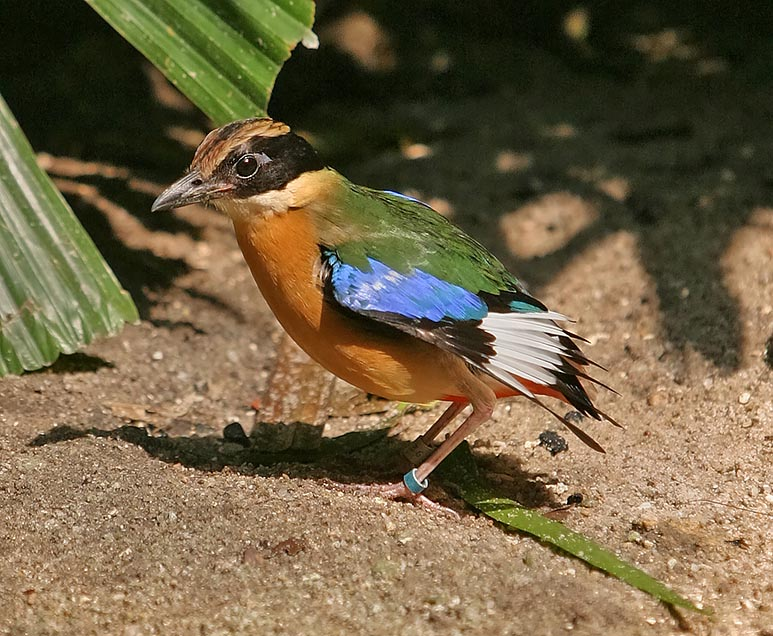
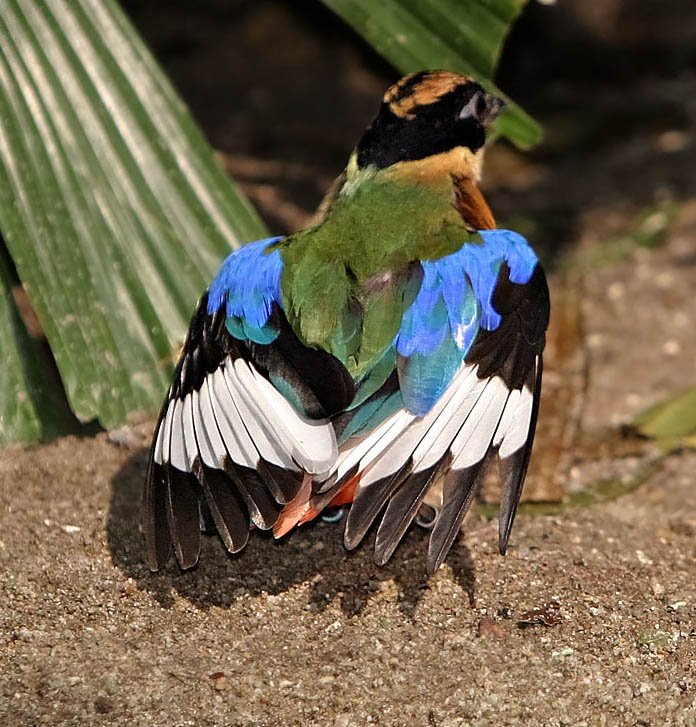